# 陽清
陽清（1387年—？），字景廉，直隸應天府上元縣正東隅一廂人，明朝政治人物。進士出身。

## 生平
應天府鄉試二十四名。永樂十年（1412年）壬辰科會試第四名，殿試登進士第三甲第二十二名。

## 家族
曾祖陽達。祖父陽賢。父亲陽永昇。